# Mercedes-Benz M07
Il motore Mercedes-Benz M07 (o Daimler-Benz M07) era un motore a scoppio prodotto dal 1930 al 1938 dalla Casa automobilistica tedesca Daimler-Benz per il suo marchio automobilistico Mercedes-Benz.

## Caratteristiche

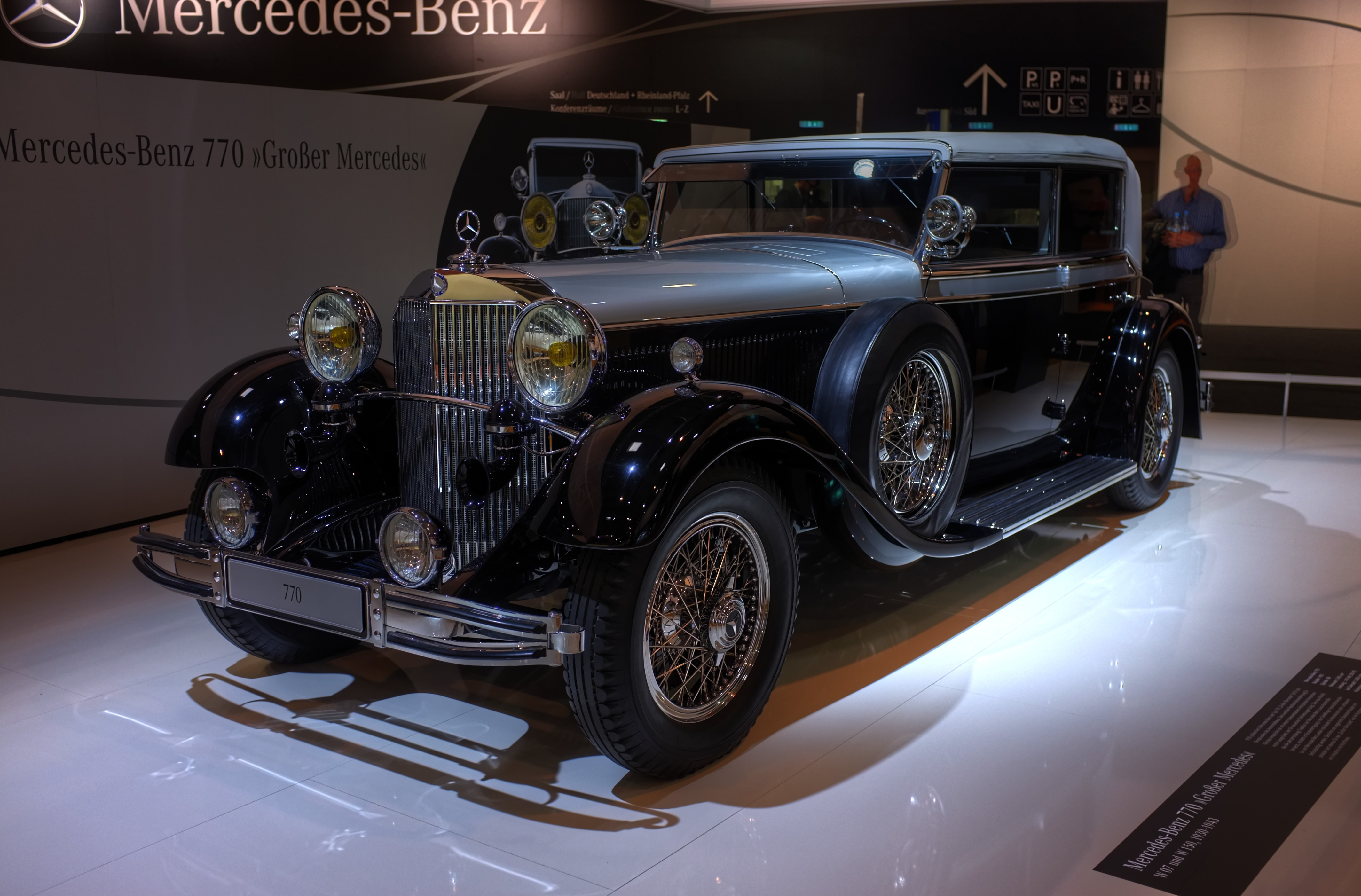
Le prime Mercedes-Benz 770 utilizzavano il motore M07

Tale motore va a sostituire l'unità da 6.3 litri che equipaggiava il modello 630.

Si tratta quindi di un motore destinato ai modelli di lusso del marchio tedesco ed infatti andò ad equipaggiare unicamente un solo modello, ossia la Mercedes-Benz 770, nota anche come Größer Mercedes, nella serie prodotta appunto dal 1930 al 1938. 

Le caratteristiche di questo motore sono le seguenti:
- architettura ad 8 cilindri in linea;
- basamento e testata in ghisa;
- monoblocco di tipo sottoquadro;
- alesaggio e corsa: 95x135 mm;
- cilindrata: 7665 cm³;
- testata a due valvole per cilindro;
- distribuzione a valvole in testa con un albero a camme laterale;
- rapporto di compressione: 4.7:1;
- pistoni in lega di alluminio;
- alimentazione: un carburatore doppio corpo con pompa di accelerazione;
- potenza massima: 150 CV a 2800 giri/min;
- albero a gomiti su 9 supporti di banco.

Quelle descritte erano le caratteristiche del propulsore base, ma ne è esistita una versione sovralimentata mediante compressore volumetrico Roots, che si inseriva automaticamente non appena si premeva a fondo sull'acceleratore, e che portava la potenza massima a 203 CV 2800 giri/min.

Questo motore ha le caratteristiche tipiche dei propulsori che girano a bassi regimi (basso rapporto di compressione, distribuzione OHV, ecc.), ed è quindi un motore dalle eccezionali caratteristiche di robustezza.
Il motore M07 viene sostituito nel 1938 dal motore M150, apparentemente molto simile, ma in realtà frutto di un nuovo progetto.